# COPI
COPI یک کوتومر یا مجموعه‌ای پروتئینی است که پروتئین‌های ترابر وزیکول‌ها را از انتهای سیس دستگاه گلژی به سوی شبکه آندوپلاسمی زبر و میان بخش‌های مختلف گلژی می‌پوشاند. این نوع ترابری ترابری رو به عقب شناخته می‌شود که در تضاد با ترابری رو به جلو است که با پروتئین COPII مرتبط می‌باشد. نام «COPI» به مجموعه پروتئینی پوششی خاصی اشاره دارد که روند جوانه زدن را در غشای سیس گلژی آغاز می‌کند. این پوشش از ۷ زیرمجموعه پروتئینی تشکیل شده که α، β، β'، γ، δ، ε و ζ نامیده می‌شوند.